# Emilio Benini
Emilio Benini (ur. 5 lipca 1891 we Florencji, zm. 6 października 1958 w Treviso) – włoski jeździec sportowy, olimpijczyk.
Brał udział w skokach indywidualnych na Letnich Igrzyskach Olimpijskich 1920, które odbyły się w Antwerpii, zajmując 19. miejsce.